# Marina Cordenons
Marina Cordenons (n. 12 de enero de 1969) es una futbolista italiana que jugó como defensa de la selección femenina de fútbol de Italia. Formó parte del equipo en la Copa Mundial Femenina de Fútbol de 1991. A nivel de clubes jugó en el Pordenone Calcio de Italia.